# Tawfiq al-Suwaidi
Tawfiq al-Suwaidi (arabiska توفيق السويدي), född 1892 i Bagdad, Osmanska riket, död 15 oktober 1968 i Libanon, var en irakisk politiker. Han var premiärminister tre gånger: 28 april 1929 - 19 september 1929, 23 februari 1946 - 1 juni 1946 och 5 februari 1950 - 15 september 1950.